# Panpsychisme

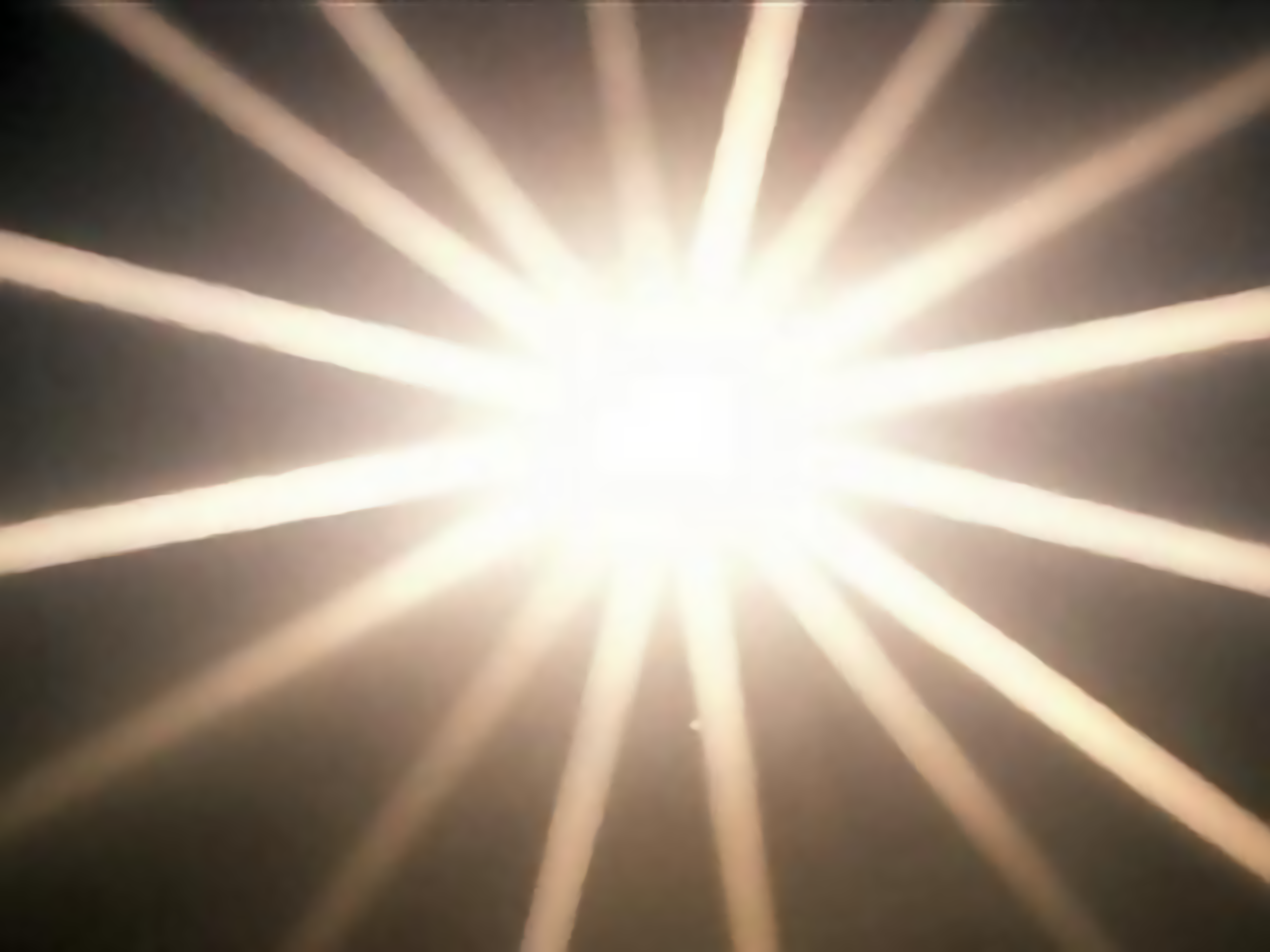
La métaphore de l'astre solaire rayonnant de lumière a souvent été utilisée pour représenter l'extension universelle de l'esprit.

Le panpsychisme est une conception philosophique selon laquelle l'esprit  est une propriété ou un aspect fondamental du monde qui s'y présente partout. L'esprit se déploierait ainsi dans toute l'étendue de l'Univers. 
On trouve la première occurrence du terme « panpsychisme » au XVIe siècle dans les écrits du philosophe italien Francesco Patrizi. Le mot est forgé à partir des termes grecs « pan » (partout) et « psychê » (esprit, âme). 
Aujourd'hui, le panpsychisme désigne plus spécifiquement l'attribution d'une forme de conscience (primitive ou élaborée) à toute entité fondamentale ou organisée.

## Thèses

### Définition générale
Dans sa définition générale d'attribution de l'esprit à tout ce qui existe, le panpsychisme peut recouvrir des positions différentes, voire incompatibles entre elles, selon la conception que l'on se fait de ce qui existe vraiment ou de ce qu'est l'esprit. 
Ceux parmi les partisans du panpsychisme qui admettent, par exemple, l'existence d'entités fondamentales telles que les électrons ou les photons accordent un certain esprit – ou proto-esprit – à ces particules physiques élémentaires. A contrario, ceux parmi eux qui rejettent l'idée qu'il existe vraiment des choses comme les forêts, les amas d'étoiles ou les sociétés humaines – parce qu'il ne s'agirait là que de constructions conceptuelles formées à partir de certains éléments comme les arbres, les étoiles ou les êtres humains –  refusent d'attribuer un esprit à ces systèmes complexes. 
De plus, la question se pose dans le cadre du panpsychisme de savoir exactement ce que l'on entend par esprit, ou par conscience, et il revient aux partisans de cette conception d'élucider le rapport entre l'esprit et l'expérience subjective.

### Panpsychisme et microphysique
Dans le contexte de la physique contemporaine, le panpsychisme recouvre deux positions métaphysiques distinctes :
1. Les particules élémentaires – électrons, quarks, photons, etc. – dont certaines entrent dans la composition des organismes auxquels on attribue une conscience, possèdent à un degré élémentaire ou minimal une dimension psychique qui est constitutive de l'esprit de ces organismes. Thomas Nagel, par exemple, définit le panpsychisme comme « la théorie selon laquelle les constituants physiques ultimes de l'univers ont des propriétés mentales, qu'ils soient ou non des parties d'organismes vivants »[4].
2. Les éléments fondamentaux de la réalité – qu'il s'agisse de particules, de champs de force ou de tout autre élément physique – sont une forme élémentaire d'esprit ou de conscience. La conscience constitue alors l'essence même de la réalité physique.

La première position attribue la conscience aux entités fondamentales de la nature, ainsi qu'aux organismes constitués de ces entités (mais pas à leurs agrégats) ; la seconde caractérise ces entités comme étant de nature mentale, et c'est toute la réalité physique qui, de fait, est identifiée à la conscience. Cette dernière position est associée à une forme de « mystérianisme », autrement dit, à l'idée que les concepts de la physique (masse, énergie, spin, etc.) ne décrivent pas les propriétés intrinsèques des choses – leur contenu – mais seulement les relations ou la structure dans lesquelles elles sont engagées.  
Bien que la forme de conscience qui est ainsi attribuée ou identifiée aux constituants ultimes du monde soit simple et très limitée, elle ne se distingue pas essentiellement de la nôtre. Pour le partisan du panpsychisme, il n'y a pas de différence de nature qui soit radicale entre les différentes formes de conscience ; il existe entre elles essentiellement une différence de degré – parfois très grande.

### «Proto-panpsychisme»
Si le panpsychisme semble indissociable à première vue de la thèse de l'omniprésence de l'esprit, il est pourtant logiquement possible de soutenir certaines versions ou variantes modérées du panpsychisme selon lesquelles l'esprit proprement dit est un phénomène qui – non seulement n'est pas universel – mais est au contraire relativement rare. Dans ce cas, une distinction sera opérée entre les propriétés spécifiquement mentales – correspondant à l'expérience subjective des organismes les plus complexes – et les propriétés proto-mentales communes dans la nature. C'est sur la base de ces dernières qu'émergent les états mentaux de niveau supérieur. Cette forme de panpsychisme fait appel à la notion d'émergence pour rendre compte du développement des propriétés proto-mentales en propriétés mentales à part entière. Il ne s'agit toutefois pas d'émergence au sens fort du terme puisque les phénomènes spécifiquement mentaux qui émergent ne sont pas de nature différente de ceux dont ils émergent.

## Panpsychisme et théories apparentées
Le panpsychisme doit être distingué de certaines croyances ou théories apparemment proches, notamment de l'animisme, de l'hylozoïsme, du panthéisme et du panenthéisme :
1. L'animisme, au sens le plus courant du terme, est un système de croyances selon lequel tous les êtres naturels possèdent une forme d'intelligence et d'intentionnalité comparables à l'esprit humain. Cette idée est associée aux mythes et aux premières religions. Dans le cadre du paganisme, par exemple, les plantes et les animaux ont une âme, les planètes et les étoiles sont gouvernées par des intelligences, etc.
2. L'hylozoïsme est la théorie ou doctrine d'après laquelle tous les êtres de la nature sont plus ou moins vivants, sans nécessairement avoir des sensations ou des expériences. Cette idée remonte à la philosophie de l'Antiquité, période durant laquelle la notion de vie était définie non pas comme une capacité à ressentir subjectivement certaines choses mais plutôt comme une capacité à se mouvoir de façon autonome (principe interne de mouvement chez Aristote par exemple)
3. Le panthéisme identifie l'ensemble de la nature à Dieu. La nature y est alors interprétée comme une totalité organisée dont l'unité ne peut être comprise qu'à travers la notion de Dieu. Certains philosophes classés comme panpsychistes considèrent que Dieu signifie l'Univers en son entier (Spinoza, Haeckel), et adhèrent de fait à une forme de panthéisme. Mais le panthéisme ne se prononce pas lui-même sur la nature – mentale ou non – des entités individuelles, à la différence du panpsychisme.
4. Le panenthéisme est la position théologique selon laquelle Dieu pénètre ou réside dans chaque chose. Elle a été récemment défendue par le philosophe et théologien Charles Hartshorne : Dieu serait omniprésent, et constituerait l'essence de toute chose. Ainsi comprise, cette essence participe de la nature de Dieu lui-même ; elle ne caractérise donc pas la nature des choses individuellement. Pour cette raison au moins, cette position ne doit pas être confondue avec le panpsychisme. Le panenthéisme est présent dans la théologie de certaines religions monothéistes comme le christianisme.

## Aperçu historique

### XVIIesiècle

#### Spinoza
Pour le philosophe Baruch Spinoza, tout dans la nature possède le corps (l'« étendue ») et l'esprit (la « pensée ») comme attributs, de façon indissociable. Ce sont là deux aspects d'une même réalité qu'il nomme Dieu ou nature et qui se modifient en parallèle. Plus l'interaction d'un corps avec le monde est grande, plus celle de l'esprit qui lui correspond l'est aussi. 
Spinoza part du principe que « tout être tend à persévérer dans son être », en tant qu'il est une expression (proche ou éloignée) de la puissance divine. Cet effort (conatus) pour persévérer dans l'être, qui est attachement immédiat à soi-même, constitue la première des affections passives, et le premier stade du panpsychisme attribué à Spinoza.

#### Leibniz

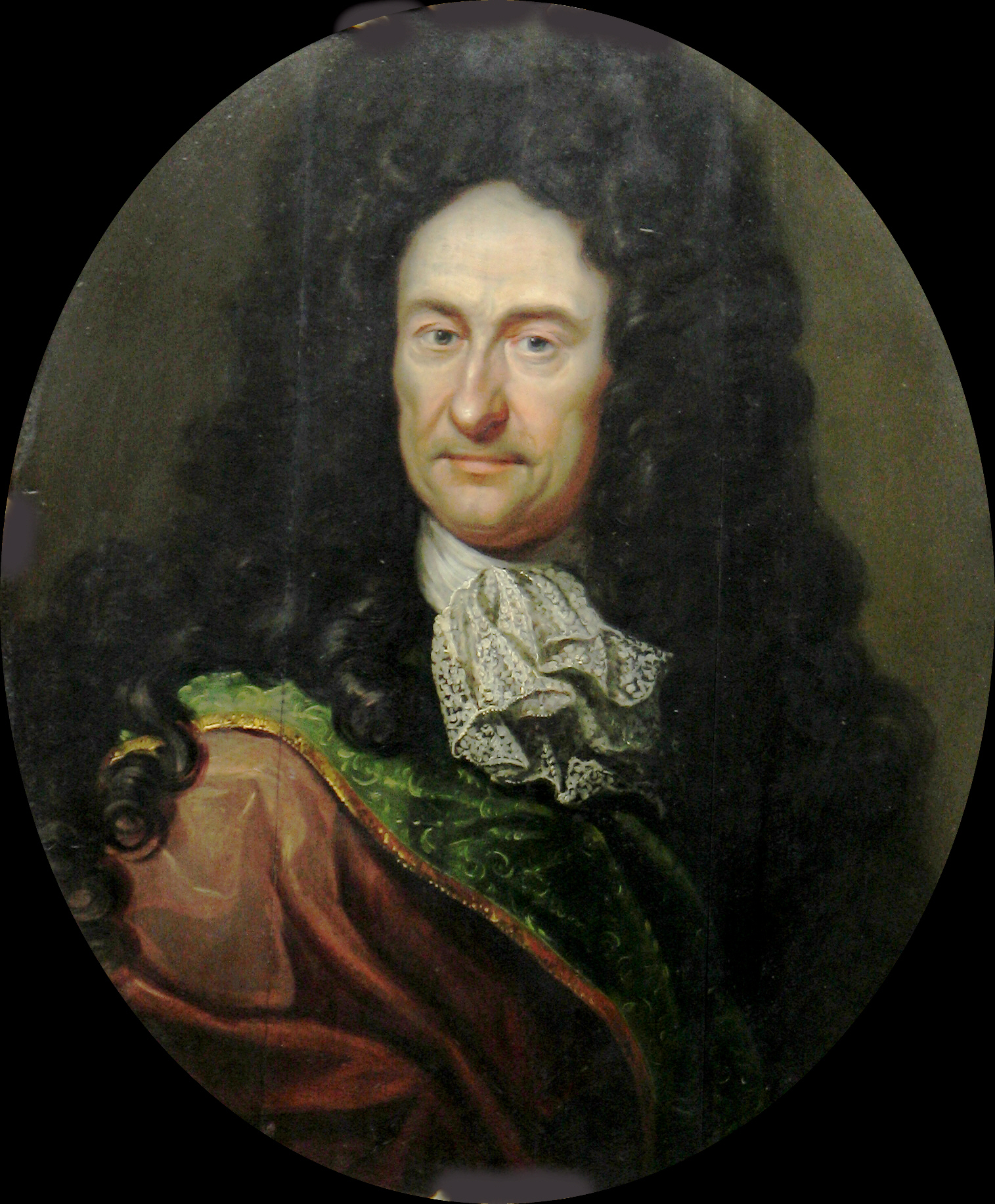
Gottfried Wilhelm Leibniz.

Selon le philosophe et mathématicien Gottfried Wilhelm Leibniz, les éléments fondamentaux et ultimes de l'univers sont les monades : à la fois centres de forces et unités d'expériences mentales qui reflètent le monde entier. Leibniz déclare dans ce sens que « chaque monade est un miroir vivant […] représentatif de l'univers suivant son point de vue, et aussi réglé que l'univers lui-même. ». Il généralise ainsi la notion d'esprit au niveau des entités individuelles que contient l'univers. 
Chaque monade a pour Leibniz deux attributs : la perception et l'appétition. Les monades sont des unités individuelles et spirituelles tandis que la matière n'est qu'un agrégat sans forme de monades. La matière trouve ainsi son fondement ultime dans l'esprit. 
Il existe suivant Leibniz une hiérarchie de monades depuis la « monade nue », qui n'a que des perceptions sans aucune aperception ni sentiment, jusqu'à la monade raisonnable ou « esprit » – qui possède, avec la conscience et les actes de réflexion, la connaissance des « vérités nécessaires » – en passant par les « monades animales » qui, grâce à la mémoire, peuvent anticiper les événements futurs par déduction.

### XVIIIesiècle
Au XVIIIe siècle, certains des plus ardents défenseurs du matérialisme des Lumières ont combiné une théorie mécaniste de la vie avec la croyance selon laquelle la matière elle-même a des sensations ou des sentiments, indépendamment des organismes. Cette conception de la matière comme source de vie sera associée plus tard au « vitalisme ». 
C'est chez le médecin et philosophe Julien de La Mettrie, auteur d'un livre célèbre intitulé L'Homme-machine (1748), que l'on trouve une première formulation de cette idée. La Mettrie nie toute existence à l'âme mais considère que la matière elle-même est dotée de sentiments. Chaque partie du corps a selon lui sa structure propre qui lui permet de fonctionner indépendamment du reste du corps, ce qui, déclare-t-il, « est assez pour deviner l'énergie des substances et celle de l'homme ». 
Dans son Rêve de d'Alembert (1769), Denis Diderot étend lui aussi la subjectivité à toute la matière, bien au-delà des organismes vivants : « La faculté de sensation […] est une qualité générale et essentielle de la matière. » Diderot considère que tout dans la nature a son degré de sensibilité. Il avance la thèse de l'animal comme « tissu de petits êtres sensibles », qui, en se joignant les uns aux autres, deviennent des organes pour le tout. Il parle aussi de « particules intelligentes » et ajoute : « Depuis l'éléphant jusqu'au puceron… depuis le puceron jusqu'à la molécule sensible et vivante, l'origine de tout, pas un point dans la nature entière qui ne souffre ou qui ne jouisse. »

### XIXesiècle

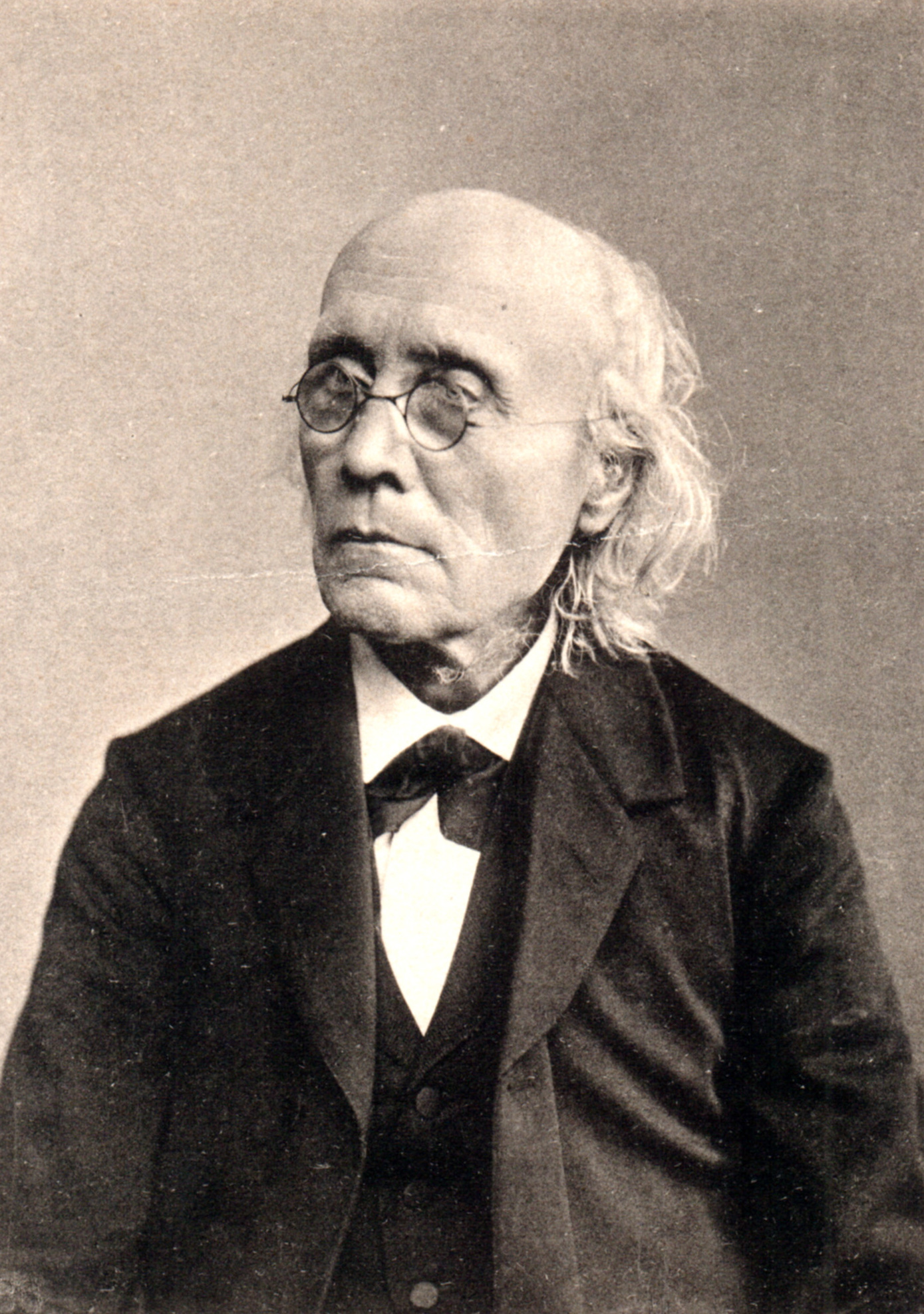
Gustav Fechner.

Entre la fin du XVIIIe siècle et la fin du XIXe siècle, le panpsychisme influence particulièrement l'Allemagne, et notamment les penseurs romantiques. 
Précurseur de la pensée romantique allemande, le philosophe Johann Herder soutient dans ses Idées sur la philosophie de l'histoire de l'humanité (1791) que la force – ou énergie – est le principe sous-jacent de la réalité qui anime aussi bien la matière inorganique qu'organique. L'idée dominante est celle de la continuité des formes de vie à partir d'une organisation d'origine : « de la pierre au cristal, du cristal aux métaux, des métaux au règne végétal, des plantes à l'animal, on voit s'élever la forme de l'organisation. ». 
Au milieu du XIXe siècle, dans Nanna (1848) et Zend Avesta (1851), le physiologue Gustav Fechner adopte une forme de panpsychisme qui s'apparente à l'animisme : les plantes ont une âme, la terre possède une âme universelle qui comprend toutes celles des créatures terrestres, les étoiles sont comme les « anges du ciel », et leurs âmes sont à Dieu comme les nôtres sont à l'âme de la Terre. La distinction entre les âmes n'est pour lui qu'apparente et il n'y a fondamentalement dans le monde qu'une seule conscience à laquelle toutes les consciences individuelles participent (panenthéisme). 
De son côté, et contrairement à Fechner, Rudolf Hermann Lotze est rigoureusement monadologiste : son panpsychisme n'admet pas que l'esprit des individus puissent contenir en lui des esprits inférieurs, car la spiritualité de l'âme implique son unité individuelle (unité de monade). 
Pour Eduard von Hartmann, auteur en 1869 d'une Philosophie de l'Inconscient, il existe à côté du psychique conscient un « Inconscient », intelligent et doué de volonté. Par opposition à l'inconscient, le conscient est divisé et multiple, tout en étant comme lui universel. Dans un organisme humain, par exemple, il y a sans doute plusieurs centres distincts de conscience – en dehors de celui qui se rattache au cerveau – et il y a probablement des formes de conscience non seulement chez les animaux et les plantes, mais aussi dans les molécules et les atomes. 
En 1892, Ernst Haeckel, le plus important promoteur allemand de la théorie darwiniste de l'évolution, écrit : « Je considère toute la matière comme animée, c'est-à-dire dotée de sensations (plaisir et douleur) et de mouvement. » Il estime que toutes les créatures vivantes, microbes inclus, font preuve d'une « action psychique consciente ». La matière inorganique a elle aussi un aspect mental, bien que « les qualités psychiques élémentaires de la sensation et de la volonté que l'on peut attribuer aux atomes sont inconscientes ». Il développe cette idée dans Les Merveilles de la vie (1904) : tout possède la vie à des degrés différents, même la matière brute.

### Première moitié duXXesiècle

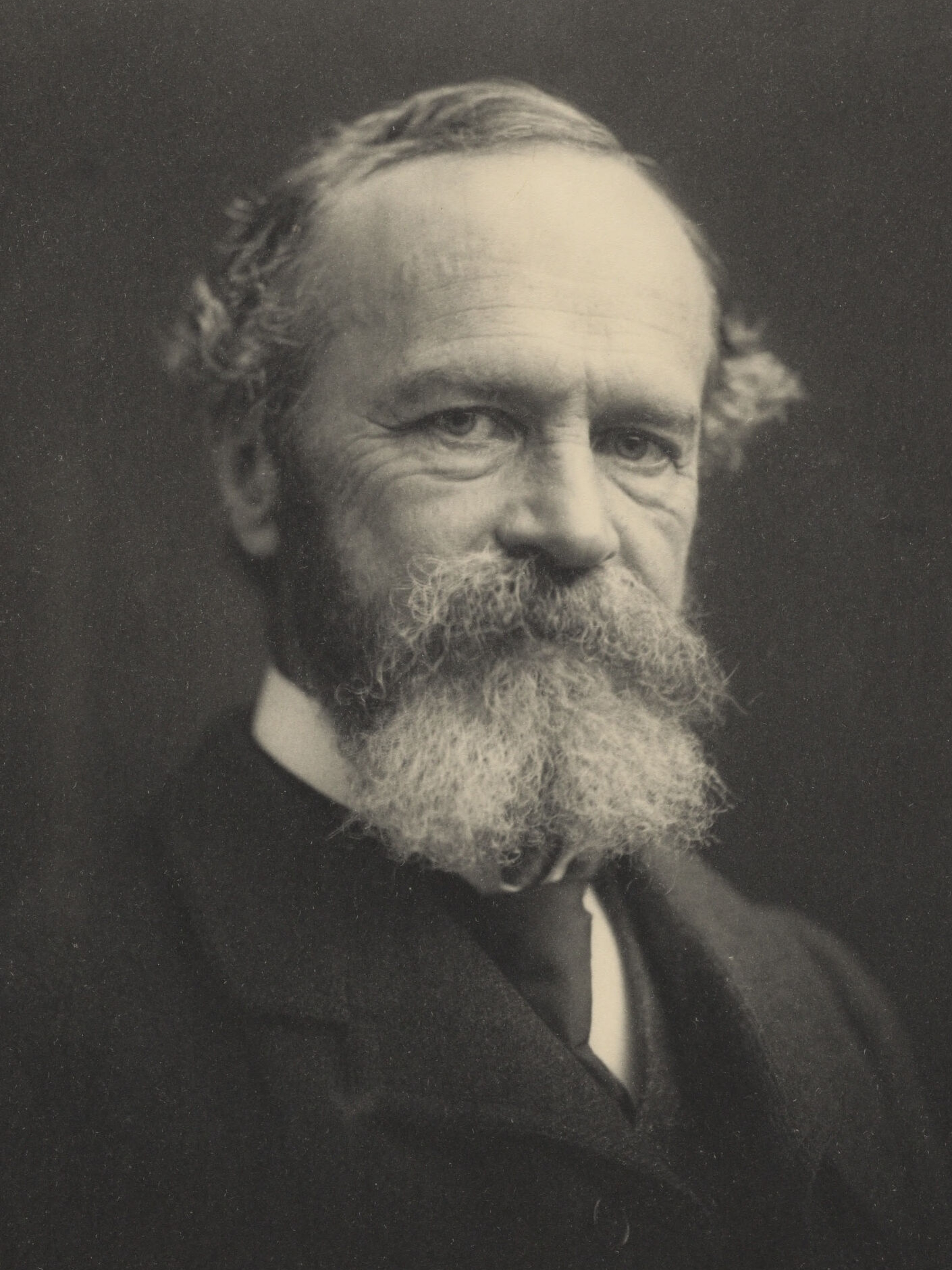
William James.

Aux États-Unis, William James, pionnier du pragmatisme philosophique, plaide également pour une forme de panpsychisme dans laquelle la réalité cosmique est constituée d'une hiérarchie d'esprits. James réussit à formuler clairement sa position dans son A Pluralistic universe (1909) où il explique que sa thèse de l'empirisme radical est en fait une forme de monisme pluraliste où toutes les choses sont à la fois de « pures expériences » (au sens de vécus) et des expériences « pour elles-mêmes ». Son argument principal en faveur du panpsychisme est celui de la continuité de l'évolution :
« Si l'évolution est censée procéder de manière continue, il faut qu'une forme quelconque de conscience ait été présente à l'origine de toute chose [italiques dans le texte]. Par conséquent, nous remarquons que les philosophes évolutionnistes les plus clairvoyants commencent à l'y postuler. Ils supposent que chaque atome de la nébuleuse doit avoir associé à lui un atome aborigène (aboriginal atom) de conscience.»
Bien qu'il ait lui-même refusé de qualifier ainsi sa pensée, le logicien et mathématicien britannique Alfred North Whitehead développe au début des années 1920 une véritable doctrine panspychiste. Il s'appuie sur la notion d' « occasion d'expérience » : particule ultime de la réalité dotée à la fois d'un pôle physique et d'un pôle mental. Si les choses ne sont rien d'autre que des occasions, et si les occasions sont des éléments de l'esprit, alors les choses ont une dimension mentale. Dans Modes of Thought (1938), au chapitre intitulé « Nature Alive », Whitehead déclare : « Cette division formelle entre l'esprit (mentality) et la nature n'a aucun fondement dans notre expérience […] J'en conclus que nous devrions concevoir les opérations de l'esprit comme faisant partie des facteurs qui sont en jeu dans la constitution de la nature. »

## Panpsychisme contemporain

### Nouvelle problématique
Aujourd'hui, aux yeux de la majorité des chercheurs en physique ou en psychologie, le panpsychisme classique semble à plusieurs égards constituer une théorie extravagante peu plausible dans un cadre physicaliste exigeant. Elle paraît en effet incompatible avec le projet sous-tendu par la démarche  du physicien qui est de pouvoir tout expliquer en termes physiques. Néanmoins, cette théorie radicale retient aujourd'hui l'attention d'un certain nombre de philosophes analytiques, en particulier ceux qui se montrent sceptiques quant à la possibilité de réduire tous les phénomènes à ceux décrits par la physique actuelle. Pour certains philosophes de l'esprit, comme David Griffin, David S. Clark ou encore Galen Strawson, elle paraît même s'imposer lorsqu'il est question d'un phénomène central comme la « conscience ». Thomas Nagel, de son côté, considère que le panpsychisme est une position qui s'impose logiquement à ceux qui refusent à la fois le réductionnisme psychophysique et les formes radicales d'émergentisme : 
« Si un quelconque morceau de l'univers pesant une centaine de kilos contient le matériel pour fabriquer une personne, et si nous refusons le réductionnisme psychophysique ainsi qu'une forme radicale d'émergence, alors tout ce qui est, réduit à ses éléments constituants, doit posséder des propriétés proto-mentales. »
Pour ces philosophes, l'esprit, dans sa dimension subjective, ne semble pas pouvoir s'insérer  dans la représentation scientifique actuelle de la nature. C'est donc le problème de l'intégration de l'esprit dans la nature qui se pose, notamment dans le cadre du physicalisme (qui conçoit la nature comme entièrement physique). Les limites principales de cette conception sont pour eux les suivantes :  
1. La conscience, lorsqu'elle est réduite à l'activité d'un organe cérébral en interaction avec son environnement, comme c'est le cas avec la conception réductionniste de l'esprit, ne permet pas de rendre compte de l'expérience que nous en avons, alors qu'elle en est constitutive.
2. L'idée que des propriétés radicalement nouvelles comme les phénomènes mentaux puissent « émerger » à partir du cerveau, comme c'est le cas pour la conception émergentiste de l'esprit, ne permet pas d'expliquer l'apparition d'un tel phénomène ni ce qu'il est.

Une nouvelle conception des rapports entre le psychique et le physique doit donc être proposée, afin de rendre possible l'intégration de l'esprit dans la nature. Le panpsychisme constitue justement une position alternative qui conçoit l'esprit de façon non réductrice (contre le réductionnisme psycho-physique) et le monde physique de façon non mécanique (contre le « dualisme cartésien »).

### Courants et approches

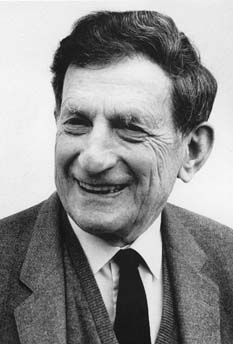
David Bohm développe à partir des années 1960 une conception panpsychiste de l'univers fondée sur la notion d'ordre impliqué.

Le panpsychisme bénéficie aujourd'hui d'un regain d'intérêt et d'un certain renouveau, avec un niveau de systématisation jusque-là inégalé. Différents courants ont récemment vu le jour, avec chacun leur approche spécifique du problème de la relation entre l'esprit et le monde. David Skrbina discerne six courants ou directions de recherche :
1. l'approche associée à la « philosophie du  process », adoptée au départ par Bergson et Whitehead, et développée ensuite par Charles Hartshorne, David Ray Griffin[21], Christian DeQuincey[22] et David S. Clarke[23];
2. l'approche de la physique quantique, adoptée et développée par David Bohm[24], Stuart Hameroff[25], et d'autres scientifiques ;
3. la théorie de l'information, telle qu'elle s'est développée à partir des travaux de Gregory Bateson[26], John Wheeler[27], David Bohm et David Chalmers[28];
4. l'approche méréologique qui s'appuie sur la hiérarchie entre les parties et le tout, initiée par Girolamo Cardano au XVIe siècle et élaborée par Arthur Koestler[29] et Ken Wilber[30];
5. l'approche dynamique « non-linéaire », inspirée des travaux de Charles Sanders Peirce[31] et systématisée un siècle après lui par David Skrbina[32];
6. le développement du « physicalisme authentique » (real physicalism) de Galen Strawson[33].

### Panpsychisme de Galen Strawson
Galen Strawson est aujourd'hui l'un des principaux représentants du panpsychisme. Il considère que ses collègues philosophes réductionnistes s'acharnent à nier la réalité de leur propre expérience : 
« Je pense que nous devrions nous sentir très humbles, et un peu effrayés, devant le pouvoir de la crédulité humaine, devant la capacité de l'esprit humain de se laisser captiver par la théorie, par la foi. Car ce déni est la chose la plus étrange arrivée dans l'histoire de la pensée, et pas seulement dans l'histoire de la philosophie. »
Ce déni conduirait selon lui au matérialisme réductionniste. Pour surmonter les problèmes apparemment insolubles que pose cette forme de matérialisme sans pour autant renoncer à un positionnement naturaliste, Galen Strawson en est donc venu à opter pour un « matérialisme conséquent » impliquant une forme particulière de panpsychisme. D'après Strawson, même les atomes et certaines particules élémentaires ont une forme primitive d'existence mentale. Cette forme de panpsychisme ne prétend pas que les atomes soient des êtres conscients au sens où nous le sommes, mais seulement que certains aspects relevant de la conscience sont présents dans les systèmes physiques les plus simples. Des formes d'esprit ou d'expérience plus complexes émergent alors dans des systèmes plus complexes. 
Le panpsychisme de Strawson ressemble au dualisme des propriétés, puisqu’en plus des propriétés physiques ordinaires, il y a les propriétés mentales. Plus exactement, il existe selon lui « un seul genre fondamental de chose » qui est à la fois « expérientiel » et « non-expérientiel ». Toutefois, le dualisme des propriétés, à la différence du panpsychisme de Strawson, ne suppose pas l’idée que chaque entité, et en particulier les entités fondamentales, ont des propriétés mentales. Galen Strawson insiste par ailleurs sur le caractère moniste de sa conception de la nature, qu'il qualifie également de « monisme réaliste ».
Comme la plupart des panpsychistes, Strawson distingue entre les agrégats de matière comme les tables ou les rochers et les systèmes auto-organisés comme les atomes, les cellules, les végétaux ou les animaux. Bien que les constituants naturels des agrégats aient une proto-conscience, des objets comme les tables et les rochers en sont privés, car ils ne s'organisent pas eux-mêmes et n'ont ni fonction, ni intention propres. Ainsi, un rocher est un composé d'atomes et de cristaux qui sont auto-organisés, mais ce sont des forces extérieures qui lui donnent une forme (par exemple, il a pu être arraché d'un pan de montagne qui s'est effondré sous l'effet de l'érosion). En tant que composé aléatoire d'éléments minéraux, un rocher n'a pas de conscience, même si ses composants élémentaires au niveau atomique ou moléculaire ont un certain aspect mental.

## Arguments en faveur du panpsychisme

### Arguments analogiques

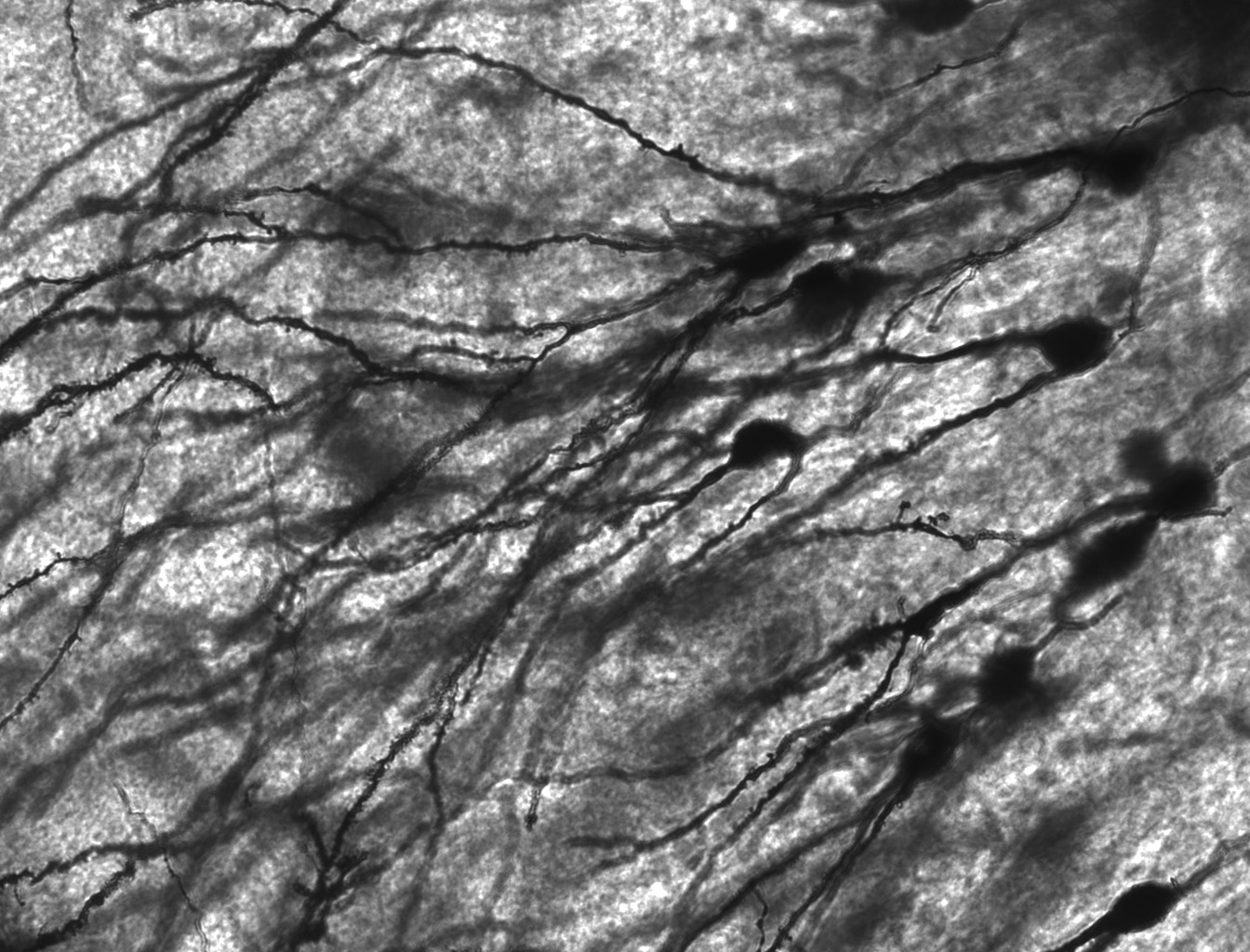
Les processus physiques qui se réalisent dans les connexions neuronales ne semblent pas d'une nature différente de ceux qui se réalisent dans l'univers en général.

L'argument traditionnel et le plus ancien en faveur du panpsychisme est celui de l'analogie entre le comportement des êtres manifestement conscients et celui des organismes privés de tout système nerveux. Les végétaux et les organismes vivants les plus simples manifestent en effet les mêmes processus vitaux que ceux qui régissent l'existence des animaux les plus évolués (dont les humains) : la nutrition, la croissance, la reproduction, etc. Comme les animaux les plus évolués, ces organismes naissent et meurent, et cherchent à rester en vie. En outre, les processus neurophysiologiques associés aux états de conscience ne semblent pas fondamentalement différents des autres processus physiques se réalisant dans l'univers (réactions chimiques, phénomènes électriques).
D'autres arguments analogiques, plus récents car issus d'une réflexion sur la physique quantique, font appel au comportement des particules élémentaires. Celui-ci n'est pas parfaitement déterminable – on parle ainsi d'indétermination quantique – et certains philosophes panpsychistes, à commencer par Whitehead, ont tenté de faire des rapprochements entre l'indétermination quantique et la liberté de choix qui caractériserait la conscience. D'autres types de comparaisons entre le phénomène général de la conscience et les phénomènes quantiques ont été et continuent d'être tentés, qui mettent cette fois en avant le concept d'information.

### Impossibilité de l'émergence radicale
L'argument le plus courant avancé en faveur du panpsychisme contemporain s'oppose au principe de l'émergence radicale : il ne peut y avoir de propriété émergeant à partir d'une réalité physique radicalement différente de ce qui en émerge. Le panpsychisme se présente alors comme la meilleure conception – face à l'émergentisme – de la façon dont quelque chose d'apparemment non physique comme la conscience peut apparaître à l'intérieur du monde physique. 
Pour les partisans du panpsychisme, il y a au moins deux raisons qui font que leur conception constitue une alternative crédible aux théories de l'émergence : 
1. Le « mystère de l'émergence », mystère du passage apparent d'un état physique non conscient à un état conscient, se résout dans le cadre du panpsychisme simplement par le fait qu'il n'existe pas vraiment d'état physique non conscient.
2. Le panpsychisme propose une conception du monde qui semble plus cohérente que les conceptions émergentistes, puisque les propriétés mentales qui sont attribuées à certaines entités physiques (humains, animaux) le sont aussi aux autres entités, dont la nature (physique) est fondamentalement la même.

Ce type d'argument, qualifié de « génétique » (parce qu'il renvoie à l'origine de la conscience ou de l'esprit) implique que l'expérience vécue des organismes auxquels on attribue la conscience se compose elle-même d'expériences élémentaires au niveau des constituants ultimes de ces organismes, à l'instar de ce qui se passe au niveau physique. Dans cette perspective, notre expérience visuelle du monde ou notre sentiment d'anxiété consistent dans l'expérience beaucoup plus élémentaire que font nos neurones ou nos autres cellules nerveuses, expérience qui elle-même consiste dans celle plus élémentaire encore que font les particules physiques qui les composent. Rien d'essentiellement nouveau ou de radicalement différent ne surgit dans la nature lorsqu’« émerge » la conscience humaine ou animale. Tout au plus, y a-t-il émergence de propriétés mentales spécifiques à partir de propriétés mentales plus simples mais de même nature.

### Argument des propriétés qualitatives

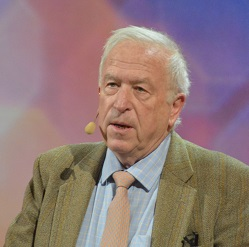
Simon Blackburn en 2017.

D'après Simon Blackburn, il manque à la conception physique contemporaine de la nature, des propriétés qualitatives telles que les couleurs, les douleurs, et tout ce qui constitue l'aspect qualitatif de notre expérience du monde. Les propriétés physiques fondamentales, comme la masse ou la charge électrique, ne sont pas des propriétés qualitatives mais seulement des dispositions à changer l'état du mouvement des particules. Or, il serait vain de chercher dans la physique des qualités qui pourraient combler cette lacune, car toutes les propriétés qu'elle traite se résument en des dispositions à changer l'état du mouvement des objets. Même si on affirme, à l'instar de David Lewis ou de Frank Jackson, que l'essence purement qualitative des constituants physiques du monde nous est de ce fait inaccessible, il faut être capable alors de donner une idée de ce que ces qualités pourraient être. Or, le seul modèle qu'on peut concevoir pour des qualités pures constituant l'essence des choses physiques sont les aspects qualitatifs de l'expérience vécue, les aspects qui constituent notre vie consciente (appelés « conscience phénoménale » en philosophie de l'esprit). 
Certains philosophes panpsychistes, Galen Strawson en tête, soutiennent dans cette perspective que tous les objets physiques sont en fait des propriétés mentales analogues aux propriétés de l'expérience vécue, et qui sont  constitutives de l'aspect qualitatif de la nature.

## Objections et critiques

### Objection par les données empiriques
À première vue, il semble bien que les propriétés mentales n'apparaissent qu'à partir d'un certain niveau d'organisation, en particulier dans des organismes vivants dotés d'un système nerveux complexe. Elles sont dites en ce sens systémiques. Autrement dit, l'existence de telles propriétés paraît impliquer un certain degré de complexité pour les objets qui les possèdent, degré de complexité qui correspond à celui de certains organismes vivants seulement (une partie des animaux). Ainsi, de même que seul un corps plus complexe qu'un atome peut être solide, seul un organisme suffisamment complexe pour posséder un système cognitif semble pouvoir se représenter son environnement et en avoir conscience. Le panpsychisme conduirait alors à attribuer de façon erronée un esprit à des organismes ou à des entités privés d'un tel système.

### Possibilité de l'émergence
La possibilité de l'émergence dans un cadre physicaliste pourrait bien invalider certains arguments avancés par les défenseurs du panpsychisme. T. R. Girill oppose dans cette perspective ce qu'il appelle la « doctrine démocritéenne », à la « doctrine empédocléenne ». Cette dernière affirme qu'une explication interne (sans référence à des causes extérieures) de l'apparition d'une propriété P dans un système S implique que, parmi les composants de S, il existe une partie ou un élément où P apparaît déjà. Cette thèse est celle qu'adopte au moins implicitement le panpsychisme. La « doctrine démocritéenne », à l'inverse, affirme qu'il est possible d'expliquer l'apparition d'une propriété macroscopique dans un système S, d'une manière qui ne présuppose pas qu'il existe des composants de S où apparaît P. La mécanique quantique explique par exemple la stabilité des molécules et la solidité des corps solides par la stabilité de la liaison entre les atomes sans attribuer la solidité aux atomes. L'émergence de propriétés nouvelles semble donc en ce sens compatible avec l'explication scientifique. 
Selon cette conception « faible » ou réductionniste de l'émergence – aujourd'hui largement acceptée – c'est lorsqu'on ignore les lois de composition qui permettent d'expliquer une propriété émergente par ses constituants qu'on peut être tenté de conclure à la vérité de la « doctrine empédocléenne », et par là même à la validité du panpsychisme.

### Problème de la combinaison
Tandis que des entités biologiques telles que les cellules nerveuses peuvent participer par leurs connexions à un même système, aucun fait ne semble indiquer que plusieurs entités ou organismes dotés de conscience puissent constituer une conscience à part entière, ni que celle-ci puisse être divisée en consciences individuelles. Par ailleurs, pour concevoir une telle possibilité, il faut accepter l'idée que la conscience est une propriété qui émerge à partir des propriétés mentales de ses constituants de telle façon qu'une unique conscience se constitue, avec ses caractéristiques propres. Or, un des principaux arguments qui est avancé en faveur du panpsychisme repose justement sur l'impossibilité supposée d'une forme aussi radicale d'émergence.

#### Auteurs affiliés au panpsychisme
- Gregory Bateson
- David Bohm
- Margaret Cavendish
- David Chalmers
- William Kingdon Clifford
- Denis Diderot (selon certaines interprétations)
- Durant Drake
- Arthur Eddington
- Empédocle
- Gustav Fechner
- Alfred Fouillée
- David Ray Griffin
- Ernst Haeckel
- Eduard von Hartmann
- Charles Hartshorne
- Johann Gottfried Herder
- Julian Huxley
- William James
- Arthur Koestler
- Alexeï Kozlov
- Gottfried Wilhelm Leibniz
- Lev Lopatine
- Rudolf Hermann Lotze
- William Montague
- Friedrich Paulsen
- Charles Sanders Peirce
- Morton Prince
- Bernhard Rensch
- Josiah Royce
- Raymond Ruyer
- Galen Strawson
- Charles Strong
- Hippolyte Taine
- Pierre Teilhard de Chardin
- Leonard Troland
- Constantin Tsiolkovski
- Vladimir Vernadski
- Conrad Hal Waddington
- John Wheeler
- Alfred North Whitehead
- Sewall Wright

#### Doctrines associées
- Hylozoïsme
- Panenthéisme
- Panvitalisme